# Michaił Awienarius
Michaił Pietrowicz Awienarius (ros. Михаил Петрович Авенариус, ur. 7 września 1835, zm. 4 września 1895 w Kijowie) – rosyjski naukowiec, fizyk.

## Członkostwo w akademiach
- członek korespondent  Rosyjskiej Akademii Nauk od 3 grudnia 1876[1].